# Michel Nedjar
Pour les articles homonymes, voir Nedjar.
Michel Nedjar est un artiste plasticien et un cinéaste expérimental  français né le 12 octobre 1947 à Soisy-sous-Montmorency (Val-d'Oise).
Il réalise des poupées en matériaux divers souvent apparentées aux créations d'art brut et a également une production graphique et cinématographique. Il vit et travaille à Paris.

## Biographie
Michel Nedjar est issu d'une famille de Juifs algériens établis à Paris, son père est maître tailleur, sa mère est d'origine polonaise. Lorsqu'il nait en 1947, la plupart des membres de sa famille ont été victimes de l'extermination nazie. C'est vers l'âge de 13 ans, en découvrant Nuit et Brouillard d'Alain Resnais, qu'il prend conscience de l'ampleur du génocide.
Dès son enfance, « il établit avec les tissus un rapport à la fois sensuel, symbolique et rituel. » Adolescent, il apprend le métier de tailleur, travaille dans différents ateliers de confection et envisage même une carrière de dessinateur de mode. Mais son inaptitude pour le service militaire et le déclenchement d'une tuberculose l'amènent à une rupture avec le milieu de la mode.
Après avoir vendu des vêtements aux puces, il effectue, entre 1970 et 1975, une série de voyages qui le mènent du Maroc au Mexique en passant par l'Asie. Il y découvre, fasciné, les fonctions magiques et symboliques de l'art mortuaire et des représentations anthropomorphes telles que les idoles ou les poupées de dévotion.[Interprétation personnelle ?]

## Premières œuvres
Dès son retour à Paris, en 1976, il entame la création de ses premières poupées, avec des chiffons glanés dans le quartier de la Goutte d'Or, qu'il assemble et retravaille avec de la boue, du sang. Il affiche un goût pour les matériaux de récupération qu'il déniche dans des poubelles, et explique « Sale, c'est vivant ». Son travail plastique est rapidement repéré par Alain Bourbonnais qui l'intègre dans l'exposition Les singuliers de l'art au Musée d'art moderne de la Ville de Paris en 1978. Jean Dubuffet lui achète un ensemble conséquent de poupées "Chairdâmes" pour sa collection  au Musée d'art brut de Lausanne. Parallèlement, il constitue, avec Madeleine Lommel et Claire Teller, une collection d'art brut qui, sous le nom de L'Aracine, finira par être la plus importante de son genre en France et sera intégrée au musée de Lille Métropole.

## Œuvre graphique
En 1980, il commence un ensemble de dessins aux crayons gras sur des supports variés, parfois des matériaux de récupération comme des sacs à pains ou des cartons à gâteaux, activité qu'il poursuit depuis lors. L'artiste réalise plusieurs dessins dans une même séance au cours de laquelle lui-même se sent en situation de transe.

## Œuvre cinématographique expérimentale
Moins connue est son activité de cinéaste expérimental, débutée dès 1964 avec le court-métrage Voyage aux Baléares et qu'il développe jusqu'en 2004, avec son dernier court-métrage, Black room révélée. Durant les années 1970 et 1980, il co-réalise plusieurs films avec ses partenaires du collectif artistique Métrobarbèsrochechou Art : Teo Hernandez, Gaël Badaud, Jakobois et Pascal Martin, chacun se filmant mutuellement dans la vie quotidienne et la réalisation de leurs activités artistiques respectives. En 1978, il réalise un film intitulé Gestuel, après avoir vu une exposition consacrée à Francis Bacon : dans ce film, Nedjar cherchera à reproduire les déformations du visages chez Bacon grâce à des accélérés à la prise de vue : la présence d'une bande velpeau avec lequel le protagoniste se masque le visage évoque directement son travail avec les poupées. Le film sera présenté à la 11e biennale de Paris, puis acquis pour les collections permanentes du Musée national d'art moderne du Centre Pompidou à Paris.

## L'œuvre plastique de maturité
En 2004 : Collaboration avec le philosophe et écrivain américain Allen S. Weiss pour le spectacle de La Danse macabre, présentée à La Halle Saint Pierre à Paris ; le spectacle sera repris à Berlin en 2009.
En 2005, il reçoit du Musée d'art et d'histoire du judaïsme à l'initiative de Nathalie Hazan-Brunet, la commande d'un ensemble de poupées sur le thème de la fête juive de Pourim. Cette commande impulse un nouveau départ et vraisemblablement un tournant dans la production des poupées : Nedjar a recours désormais à des tissus plus "neufs", clinquants, s'éloignant du deuil des premières poupées. Le travail des poupées s'est diversifié avec les poupées de voyage en guise de journaux de voyages (ensemble conservé au Lam) et plus récemment les Paquets d'objets arrêtés, travail de momification d'objets personnels ou de la vie quotidienne empaquetés et cousus de fils rouge. Aujourd'hui l'œuvre de Michel Nedjar a dépassé les frontières d'art singulier, brut ou de cinéma expérimental. L'exposition rétrospective du Lam (Villeneuve d'Ascq) de février-juin 2017 a fait la démonstration d'une œuvre globale, inspirée des gestes les plus ancestraux mais aussi d'une très grande contemporanéité.

## Expositions personnelles
- 1981 : Galerie Godula Bucholz, Werkraum, Munich
- 1986 : Rosa Esman Gallery, New York
- 1988 : 
  - Galerie Susanne Zander, Cologne
  - Galerie Susi Brunner, Zürich
- 1989 : 
  - Carl Hammer Gallery, Chicago
  - Galerie Charlotte Buri, Basel
- 1992 : Galerie Rolf Ohse, Bremen
- 1993 : 
  - Galerie Michael Hass, Berlin
  - Carl Hammer Gallery, Chicago
  - Galerie Susanne Zander, Cologne
- 1996 : 
  - De Stadshof-Museum voor Naïeve en Outsider Kunst, Zwolle, Holland
  - American Primitive Gallery, New York
  - Carl Hammer Gallery, Chicago
- 1997 : Judy A. Saslow Gallery, Chicago
- 1998 : Galerie Saint Étienne, New York
- 1999 : Galerie Latal, Zürich
- 2000 : Galerie Jean-Pierre Risch-Fisch, Strasbourg
- 2014 : Galerie Christian Berst, Paris
- 2017 : Musée d'Art Moderne de Lille Métropole, Villeneuve-d'Ascq [15]
- 2021 : Domaine de Chamarande, Chamarande[16]

## Acquisitions
- Collection de L’Aracine / Musée d’Art Moderne de Lille Métropole, Villeneuve-d'Ascq
- Musée national d'art moderne, Centre Pompidou
- Donations Daniel Cordier – Centre Georges-Pompidou, Paris (et Les Abattoirs, Toulouse)
- Collection de l’art brut, Lausanne, Suisse
- De Stadshof-Museum voor Naïeve en Outsider Kunst, Zwolle, Hollande
- La Fabuloserie, Dicy, Yonne, France
- Milwaukee Art Museum, États-Unis
- Museum Charlotte Zander, Bönnigheim, Allemagne
- The Musgrave Kinley Outsider Collection / Irish Museum of Modern Art, Dublin